# از برامس خوشتان می‌آید؟

اولین نسخه بریتانیایی کتاب (انتشارات جان مورای)

از برامس خوشتان می‌آید؟ (فرانسه: Aimez-vous Brahms...) عنوان رمانی از فرانسواز ساگان نویسنده فرانسوی است که در سال ۱۹۵۹ منتشر شد.

## چکیده داستان
پل زنی سی و نه ساله طراح داخلی ساختمان و مطلقه، معشوقه مرد بازرگانی بنام روژه است با کسب‌وکاری پرمشغله که دیدارهای فاصله‌داری با پل دارد و زن همواره با صبوری و اشتیاق در انتظار این دیدارها می‌ماند. پل به این رابطه اهمیت می‌دهد، اما می‌خواهد استقلال و آزادی خود را نیز حفظ کند. البته گاهی پل دوست دارد به جای اینکه اجازه دهد این مرد درگیر شمار زیادی از ماجراهای زن‌بارگی بی‌آینده شود، با روژه در رابطه‌اش پیشتر رود و به او نزدیک‌تر باشد.
پل در نقطه عطفی از زندگی‌اش، که روی‌هم‌رفته از رابطه با روژه ناراضی است، با سیمون، پسر خانم واندر بش، مشتری ثروتمند آمریکایی آشنا می‌شود. سیمون ۲۵ ساله، خوش‌تیپ، بی‌خیال و بی‌فکر، و با منشی کودکانه است. او عاشق پل می‌شود، می‌کوشد او را شیفته و گرفتار خود کند، و با شور و حرارت عاشق او می‌شود. پل تحت تأثیر قرار می‌گیرد، اما فاصله‌اش را تا روزی که سیمون او را به کنسرت برامس دعوت می‌کند که در سالن پلیل اجرا می‌شود، حفظ می‌کند. پل با اعتقاد به اینکه در سیمون با احساس بودن به موسیقی را می‌بیند، تسلیمش می‌شود و برای چند هفته، شور و عشق مرد جوان را نسبت به خود می‌پذیرد.
پل خیلی زود می‌فهمد که عشقش به روژه علی‌رغم همه چیز برایش ارزشمندتر است. او که با عدم تأیید جامعه دربارهٔ تفاوت سنی میان خود و مرد جوان مواجه است، به رابطه‌اش با سیمون پایان می‌دهد که البته این پیوند بریدن برای زن هم خالی از غم و اندوه نیست، و حسرت غم و اندوه بس تند و زیبای پسر جوان را نیز به دلش می‌گذارد. با این حال، پل قدرت بریدن همه رشته‌ها را ندارد و دوباره مرد جوان را می‌بیند در حالی که رابطه رضایت‌بخش‌تری هم با روژه برقرار می‌کند.

## اقتباس سینمایی
۱۹۶۱: از برامس خوشتان می‌آید؟ (فرانسه: ?Aimez-vous Brahms) یا با عنوان انگیسی آن: دوباره خداحافظ (به انگلیسی: Goodbye Again) به کارگردانی آناتول لیتواک، با بازی اینگرید برگمن، ایو مونتان و آنتونی پرکینز. (اقتباس کم‌وبیش وفادار به داستان فرانسواز ساگان)